# Large Professor
Large Professor (Queens, Nueva York, 21 de marzo de 1972) es un productor de hip hop estadounidense. Es conocido por formar parte del grupo de finales de los 80 y principios de los 90 Main Source y por haber descubierto al rapero Nas. Large Professor produjo gran parte del primer álbum de Nas, Illmatic, considerado como uno de los álbumes de rap más importantes de la historia del hip hop.
Large Professor hizo su debut en solitario en el año 2003, con el álbum 1st Class. Este disco no recibió mucha aceptación en el mainstream, pero recibió aclamadas críticas de fanes y críticos. En el álbum colaboran artistas como Nas, Busta Rhymes y Q-Tip.
- Datos: Q179026
- Multimedia: Large Professor / Q179026